# Pierre Quinon
	Pierre Jean Guy Quinon (Lyon, 20 februari 1962 - Hyères, 17 augustus 2011) was een Frans atleet. Hij won olympisch goud in het polsstokhoogspringen en verbeterde in 1983 het wereldrecord.

## Biografie
Quinon werd in 1984 olympisch kampioen. Quinon pleegde in 2011 zelfmoord door uit een raam te springen.

## Titels
- Olympisch kampioen polsstokhoogspringen - 1984

## Persoonlijke records
- polsstokhoogspringen 5,90 m (1985).

## Palmares

### Polsstokhoogspringen
- 1982: 12e EK - 5,35 m
- 1983: finale WK
- 1984:  EKI  - 5,75 m
- 1984:  OS - 5,75 m

1896: Welles Hoyt ·
1900: Irving Baxter ·
1904: Charles Dvorak ·
1908: Edward Cook & Alfred Gilbert ·
1912: Harry Babcock ·
1920: Frank Foss ·
1924: Lee Barnes ·
1928: Sabin Carr ·
1932: Bill Miller ·
1936: Earle Meadows ·
1948: Guinn Smith ·
1952: Bob Richards ·
1956: Bob Richards ·
1960: Don Bragg ·
1964: Fred Hansen ·
1968: Bob Seagren ·
1972: Wolfgang Nordwig ·
1976: Tadeusz Ślusarski ·
1980: Władysław Kozakiewicz ·
1984: Pierre Quinon ·
1988: Serhij Boebka ·
1992: Maksim Tarasov ·
1996: Jean Galfione ·
2000: Nick Hysong ·
2004: Tim Mack ·
2008: Steven Hooker ·
2012: Renaud Lavillenie ·
2016: Thiago Braz da Silva ·
2020: Armand Duplantis ·
2024: Armand Duplantis